# Munții Wrangell
Munții Wrangell (Wrangell Mountains) este un masiv muntos situat în sud-estul peninsulei Alaska și sud-vestul teritoriului Yukon (Canada) și care atinge altitudinea de 4.996 m deasupra n.m.. Lanțul muntos este amplasat la nord de paralela de 62° și între meridianele  de vest de 142° si 145°. Masivul se continuă direct în nord-vest cu Munții Saint Elias care se întind de-a lungul golfului Alaska. Munții joacă un rol de paravan în fața aerului umed și cald dinspre Pacific, din care cauză regiunea din nordul masivului este una dintre cele mai reci regiuni din America de Nord, aici își are izvorul Tanana River. Cea mai mare parte a masivului ce aparține de SUA se află pe teritoriul Parcului Național Wrangell-St.-Elias, iar partea canadiană de Parcul Național  Kluane.

## Vârfurile cele mai înalte
- Mount Blackburn (Alaska), 4996 m
- Mount Sanford (Alaska), 4949 m
- Mount Wrangell (Alaska), 4317 m
- Atna Peaks (Alaska), 4225 m
- Regal Mountain (Alaska), 4220 m
- Mount Jarvis (Alaska), 4091 m
- Mount Wood (Kanada), 4842 m
- Parka Peak (Alaska), 4048 m
- Mount Zanetti (Alaska), 3965 m